# 東涌游泳池

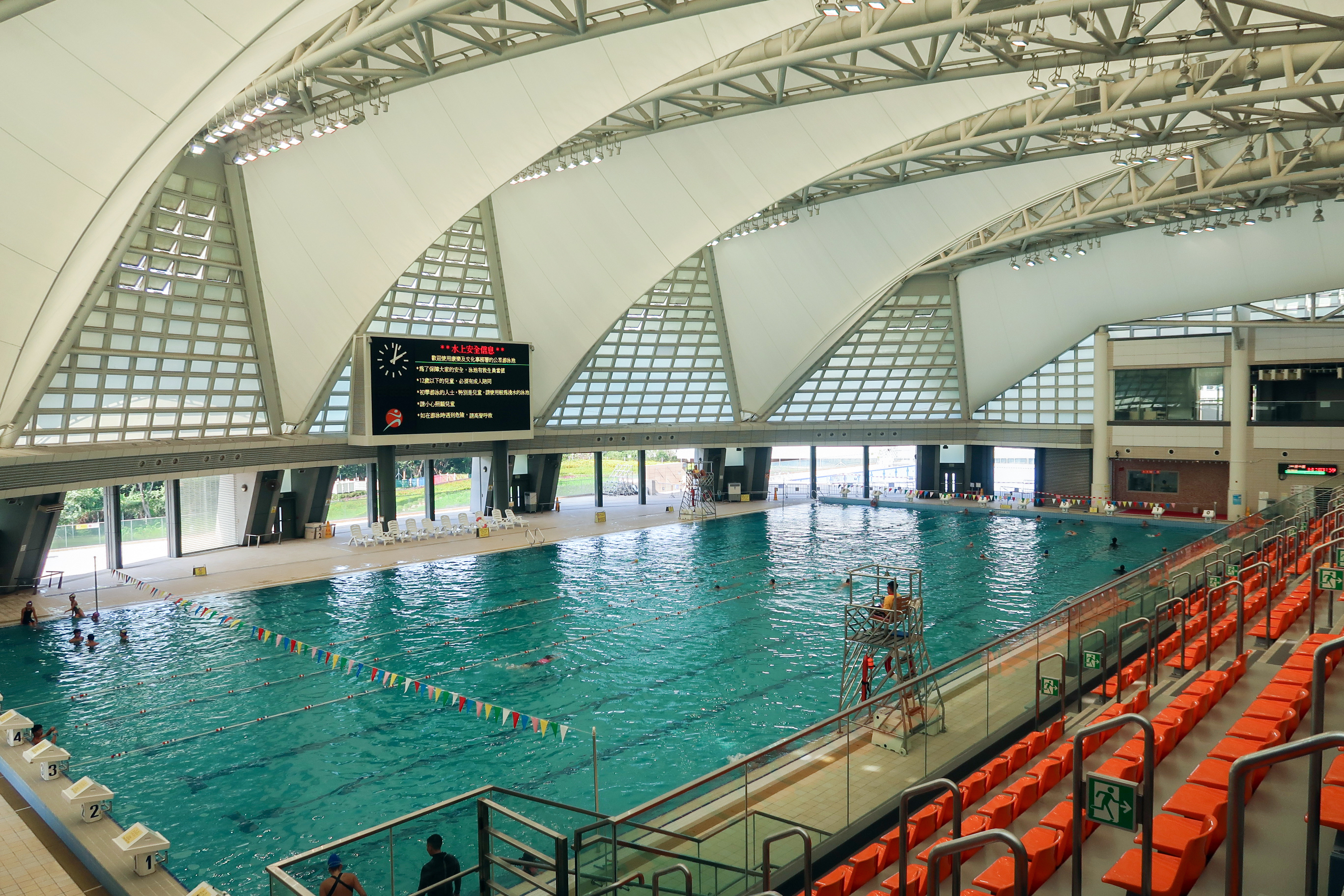
標準50米主池

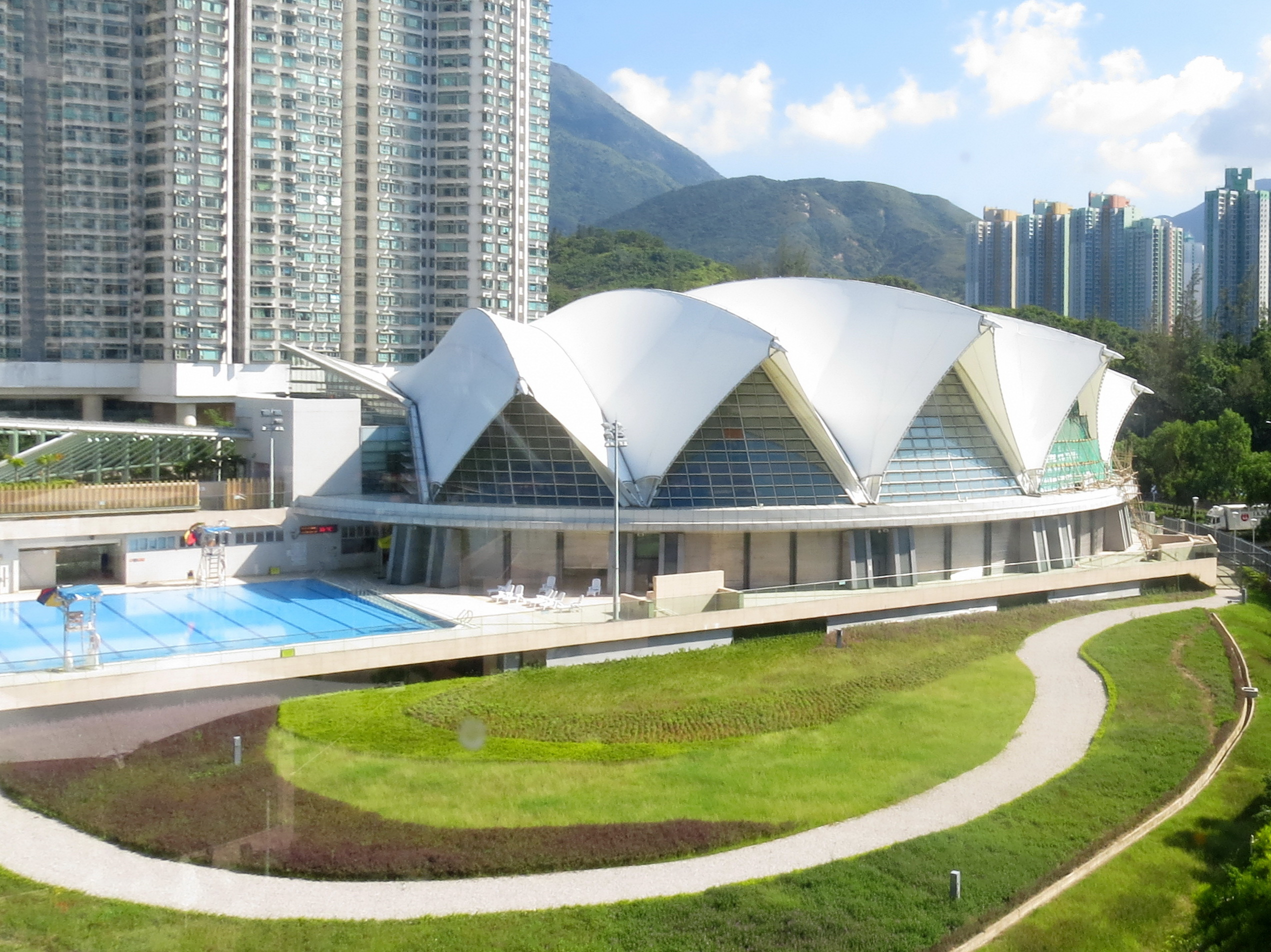
東涌游泳池的北面外貌

東涌游泳池（英語：Tung Chung Swimming Pool）位於香港離島區大嶼山東涌達東路，於2011年4月1日正式啟用，由康樂及文化事務署營運及管理，呂元祥建築師事務所設計，莫特麥克唐納香港有限公司建造。東涌游泳池是大嶼山島上的第2座公眾游泳池，亦是島上唯一設有標準50米游泳池及室內公眾游泳池的公眾游泳池，佔地16,616平方米。
東涌游泳池啟用後，解決了東涌居民需要乘搭交通工具前往位於大嶼山南部的梅窩游泳池，甚至是跨區前往青衣游泳池。同時，東涌游泳池可以為到附近的小學及中學提供游泳訓練及游泳比賽設施。

## 場內設備

### 室內設備
- 標準長度50米的主池
- 觀眾看台（可以容納1,000人）
- 電子計分板
- 更衣室（包括家庭更衣室）

### 室外設備
- 長度25米的訓練池

### 殘疾人士設施
- 方便通往池面的無阻通道、升降台(主池及訓練池)、斜道(訓練池)、淋浴格、洗手間(設有暢通易達洗手間)[1]

## 開放時間
| 夏季開放時間表（4月至10月）                                                                                | 夏季開放時間表（4月至10月） | 夏季開放時間表（4月至10月） |
| --- | --------------------------- | --------------------------- |
| 第一節：上午6時30分至中午12時                                                                              | 第二節：下午1時至6時30分    | 第三節：晚上7時30分至10時   |
| 暫停開放時間：中午12時至下午1時及下午6時30分至7時30分                                                      |                             |                             |
| 冬季開放時間表（11月至翌年3月，只開放室內主池）                                                            |                             |                             |
| 第一節：上午6時30分至中午12時                                                                              | 第二節：下午1時至6時        | 第三節：晚上7時至9時30分    |
| 暫停開放時間：中午12時至下午1時及下午6時至7時                                                              |                             |                             |
| 配合每年維修工程的暫停開放時間                                                                             |                             |                             |
| 室內主池：9月11日至10月31日 戶外訓練池：11月1日至翌年4月15日                                               |                             |                             |
| 每周大清潔行動                                                                                             |                             |                             |
| 本公眾游泳池逢星期二進行一次大清潔行動，時間為上午10時至第二節開放時段完結為止，而泳池會於同日第三節重開。 |                             |                             |

## 未來發展
東涌游泳池附近的綠化地帶已經預留了作為擴建游泳池的預留區域，將來可以因應東涌人口及社區需求而擴建更多的游泳池設施（例如：嬉水池和跳水池）。

## 鄰近設施
- 港鐵東涌站
- 昂坪360-東涌站
- 東薈城
- 富東邨
- 裕東苑
- 東堤灣畔
- 東涌公共交通運輸處

## 外部連結
- 康樂及文化事務署－東涌游泳池 （页面存档备份，存于）

22°17′22″N 113°56′17″E / 22.28932°N 113.93809°E